# Bergstjärnen (Ragunda socken, Jämtland)
Bergstjärnen är en sjö i Ragunda kommun i Jämtland och ingår i Indalsälvens huvudavrinningsområde.